# Adisura marginalis
Adisura marginalis là một loài bướm đêm trong họ Noctuidae.